# Les Roquetes
Les Roquetes es uno de los trece barrios del distrito de Nou Barris de Barcelona. Tiene una superficie de 0,61 km² y una población de 15 784 habitantes (2019).

## Geografía
El barrio está ubicado en el extremo nordeste de Barcelona, en una ladera de la colina de Les Roquetes (en catalán, Turó de Les Roquetes) (304 m) que pertenece a los contrafuertes de la sierra de Collserola. Concretamente, el barrio se extiende desde la cota 80 hasta la 190, en un terreno montañoso muy irregular y de fuertes desniveles, con una pendiente media superior al 20 %.

### Límites
Les Roquetes limita al noroeste con el barrio de Torre Baró, siguiendo en gran medida la frontera que marca el trazado de la carretera Alta de Roquetes y su continuación, la calle Riudecanyes. Por el nordeste limita con el barrio de la Trinitat Nova, en una frontera marcada por el Camí de les Quatre Estacions y lo que era la antigua riera de Can Campanyà, hoy calle Nou Barris. El límite por el sur es la Via Favència / Ronda de Dalt, que separa los barrios de Verdún y Les Roquetes. Y por el oeste, la calle Artesanía y las instalaciones de la Escuela Deportiva Brafa marcan el límite con el barrio de La Guineueta, en lo que antes era una frontera natural: el barranco del antiguo torrente de Canyelles.

## Toponimia
El nombre de Roquetes tendría su origen en las canteras de roca ubicadas en esta colina, de las que se extraían materiales para la construcción. Así lo atestiguan calles como Cantera, Camí Vell de la Pedrera y Baixada del Pedregar.
Muchas de las calles de Les Roquetes llevan nombres que recuerdan que, hace apenas un siglo, este era un paraje montañoso sin urbanizar. Son significativos los casos del Pla dels Cirerers (Llano de los Cerezos) o Passeig del Bosc de Roquetes (Paseo del Bosque de Roquetes), así como las referencias a los cauces de agua, como la calle Sa Riera (reubautizado en 1982 como Nou Barris) y la calle Mina de la Ciutat, que recuerda la construcción que recogía las aguas de la fuente de Canyelles para distribuirlas en Barcelona.
Por otra parte, muchas de las calles tomaron su nombre de los que eran propietarios de los terrenos en los años 1920, cuando fueron urbanizadas. Es el caso de calles como Campreciós (Miquel Campreciós), Catasús(Salvador Catasús), Jaume Pinent, Llobera (Josep Llobera), Briquets (Eulàlia Brisquets, esposa del anterior), Llopis (Encarnació Llopis), Oriol (Pere Oriol) y Vidal i Guasch (de los hermanos Enric y Eduard Vidal y las hermanas Maria y Alberta Guasch). Recuerdo también de un pasado no muy lejano es la calle de las Torres, que recuerda las torres eléctricas que cruzaban el barrio.
Destacan también en el nomenclátor de calles del barrio las dedicadas a los conquistadores españoles de América (Pedro de Alvarado, Diego de Almagro, Alonso de Ojeda y Gonzalo Jiménez de Quesada) y las batallas (Álcantara, Almansa y Garigliano).

## Historia

### Roquetes antes delsigloXX
La historia de Les Roquetes, como barrio, es relativamente reciente. Debido a la difícil orografía de este terreno, por su carácter rocoso y sus pronunciadas pendientes de hasta el 40 %, este territorio permaneció sin urbanizar hasta mediados del siglo XX.
En 1897, cuando Barcelona se anexionó San Andrés de Palomar, Roquetes era un bosque de pinos y encinas, prácticamente despoblado y sin urbanizar, que se extendía por la colina de Les Roquetes, en el extremo norte del antiguo municipio independiente. El territorio se caracterizaba por la presencia de pequeñas minas de hierro, baritina o galena, así como canteras de piedra como la de Tardà, que probablemente, dieron nombre al monte y, por ende, al futuro barrio.
Destacaba también en este territorio la presencia de fuentes de agua y arroyos, como la fuente de Canyelles —hoy todavía existente—, donde brotaba el torrente de Canyelles, que discurría por lo que hoy es la calle Artesanía hasta unirse a la riera de Sant Andreu. La fuente de Canyelles aparece por primera vez documentada en 1069 y, según un análisis realizado a finales del siglo XIX, sus aguas eran las más puras del Llano de Barcelona. En 1851 varios propietarios e industriales constituyeron la compañía Aguas de Canyelles, y crearon aquí una mina que proporcionaba agua a los talleres y fábricas de San Andrés de Palomar como Fabra y Coats. Otros torrentes que bajaban por Roquetes eran Can Campanyà (por cuyo cauce hoy transita la calle de Nou Barris), que se unía al torrente de Tissó o Chicó (hoy calles Jaume Pinent y Tisó) para desembocar juntos en el río Besós; Can Borràs (hoy calle Font d'en Canyelles) y el torrente Font de Canyelles (hoy calle Almansa) desembocaban en la Riera de Sant Andreu.
A mediados del siglo XIX, parte de los bosques fueron reemplazados por viñedos, aunque preferentemente en la zona más baja del monte de Les Roquetes (lo que hoy son los barrios de Verdún y Prosperidad). Posteriormente, la plaga de la filoxera acabó con estas plantaciones.

### Las primeras urbanizaciones
El primer intento de urbanización de la zona tuvo lugar a principios del siglo XX. El Marqués de Sivatte, propietario de gran parte de las tierras de la colina de Les Roquetes, proyectó una urbanización inspirada en el modelo de ciudad jardín. En 1904 se constituyó la Compañía de las Alturas del Nordeste de Horta, que inició la venta de parcelas a 0,02 pesetas el palmo cuadrado. Aunque la propia Compañía mejoró el acceso al monte con la construcción de la hoy llamada Carretera Alta de les Roquetes, que unía San Andrés y Horta, el proyecto de ciudad jardín no tuvo el éxito esperado. En 1913 el Marqués de Sivatte intentó vender sus terrenos al Ayuntamiento de Barcelona como parque forestal, propuesta que tampoco fructificó. Pese a todo, durante el primer tercio del siglo XX se construyeron en Roquetes algunas viviendas, generalmente casas de planta baja y con huerto que, en muchos casos, eran torres de veraneo de los vecinos de San Andrés.
Hacia 1920 lo que hoy es el barrio de Les Roquetes era un núcleo de casas de planta baja, concentradas entre las actuales calles de Pla dels Cirerers, Vidal y Guasch y Via Favència. Más abajo, a lo largo de la colina, se encontraban otros pequeños vecindarios: Verdún, Charlot (hoy parte del barrio de Verdún), Prosperitat y Can Borràs (hoy parte de los barrios de Prosperidad y Porta). A pesar de encontrarse separados por campos y torrentes, y difícilmente comunicados por caminos polvorientos, que se enfangaban cuando llovía, entre todos ellos existía un sentimiento común de barriada. Prueba de ello es la creación, en 1925, de la asociación Defensa de la Propiedad Urbana de las Afueras de San Andrés de Palomar, hoy en día todavía existente, con el nombre de Asociación de Propietarios de Les Roquetes. Formada por los propietarios de los terrenos —y luego también por los arrendadores— su objetivo era exigir al Ayuntamiento mejoras en la urbanización y los servicios en la zona, como la creación de calzadas empedradas, la instalación de puntos de luz o la presencia de la brigada municipal de limpieza.
Progresivamente, el consistorio fue atendiendo estas peticiones. En 1929 el Ayuntamiento trazó dos grandes vías de comunicación: la calle de los 40 metros (actualmente Via Júlia, que separa los barrios de Verdún y Prosperitat) y la calle de los 60 metros, rebautizada como Garreta en 1931 y como Via Favència en 1942, tras la Guerra Civil.

### Las autoconstrucciones de los años cincuenta y sesenta
El aspecto de Las Roquetas empezó a cambiar radicalmente en los años 1950. En 1954, la Obra Sindical del Hogar levantó un polígono de 1464 viviendas entre los barrios de Roquetas y Verdún, a un lado y otro de la Vía Favencia. En Roquetes, los bloques se edificaron entre las calles Cuartel de Simancas, Vía Favencia, Almagro y Almansa. Se trataba de viviendas pequeñas (entre 31 y 39 m²), escasamente equipadas y construidas con materiales de bajo coste. Durante los siguientes años, los residentes debieron movilizarse para exigir reparaciones y soluciones a las múltiples deficiencias de la construcción, como las humedades.
Pero, sobre todo, la principal transformación del barrio la produjeron oleadas de inmigrantes que llegaban a la ciudad desde el resto de España, ante la dificultad de acceder a viviendas, optaron por construir aquí sus casas, a menudo sin permisos legales. Fruto de este "anarco-urbanismo" —esencialmente entre las calles Torres y Llobera— nació un barrio de casas autoconstruidas en la ladera de la montaña, con calles sin asfaltar, sin alcantarillado y sin servicios básicos. Ello propició que entre 1964 y 1967 los propios vecinos llevaran a cabo, conjuntamente, la construcción de las canalizaciones de agua corriente y del alcantarillado, una iniciativa conocida como Urbanizar en Domingo, puesto que las obras se realizaban aprovechando los domingos y días festivos. Pese a todo, en 1969 un 67 % de las viviendas del barrio no tenían agua y el 13 % todavía no tenía luz.
Hasta la construcción del alcantarillado, por los torrentes como Font de Canyelles, Tissó y Can Campanyà circulaban las aguas fecales, lo que demuestra las precarias condiciones higiénicas del barrio. Por su parte, el torrente de Canyelles quedó sepultado bajo los escombros de las obras, fruto de la intensa construcción.

### Los movimientos vecinales de los años setenta
A partir de los años 1970 los vecinos de Roquetes empezaron múltiples movilizaciones para exigir al Ayuntamiento soluciones al déficit de servicios que sufría el barrio. En 1974 los vecinos secuestraron varios autobuses para exigir la llegada de transporte público al barrio, que consiguieron meses después. En mayo de 1976 padres y maestros de la guardería Pla de Fornells se encerraron en el centro para impedir su cierre y en octubre de ese mismo año varios vecinos ocuparon la sede del Distrito exigiendo la dimisión del regidor. Otro de los éxitos de la movilización vecinal fue el cierre de la planta asfáltica, que se ubicaba en lo que hoy es el parque Pla de Fornells, en la frontera entre los barrios de Les Roquetes y La Trinitat Nova. Era una instalación industrial dedicada a la producción y almacenamiento de alquitrán para la construcción del segundo cinturón, hoy Ronda de Dalt. El 9 de enero de 1977 centenares de vecinos ocuparon el recinto industrial para pedir su cierre, al considerar que era una grave amenaza para su salud y el medio ambiente. Provistos de mazas, derribaron algunas chimeneas e inutilizaron las instalaciones, que ya no volvieron a funcionar. Durante varios años, los vecinos reivindicaron el espacio como ateneo popular, hasta que en 1994 se inauguró el Ateneu Popular de Nou Barris, un centro de creación artística especializado en el circo. La apertura de un ambulatorio de la Seguridad Social fue otra de las conquistas vecinales durante los años 1970.

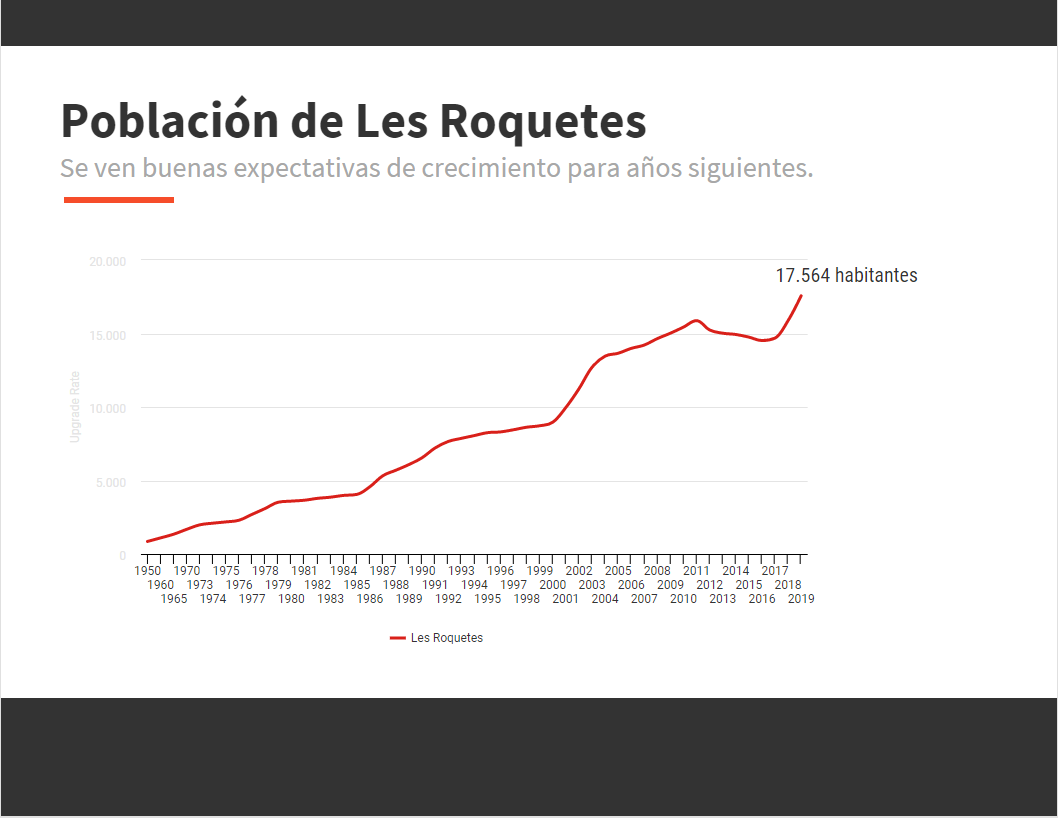
Población de Les Roquetes

### Roquetas en la actualidad
Desde los años 2000 el barrio ha sido objeto de múltiples intervenciones de mejora por parte de las administraciones públicas, como la reurbanización de calles y plazas, la construcción de aparcamientos subterráneos o la instalación de ascensores y escaleras mecánicas en las calles de mayor desnivel. En mayo de 2006 el alcalde de Barcelona, Joan Clos, inauguró tres nuevos equipamientos: un centro para gente mayor, un centro para jóvenes y el centro cultural Ton i Guida. En mayo de 2008 se inauguró la biblioteca municipal, ubicada en la Via Favència. Asimismo, en 2008 la Línea 3 del metro llegó a Roquetes, conectando el barrio con el centro de la ciudad.

## Demografía
A 1 de enero de 2013 el barrio de Les Roquetes tenía una población de 15.768 habitantes, con una densidad de 24.637,5 habitantes por km². Durante los años 1950 fue destino preferente de los inmigrantes del resto de España que llegaban a Barcelona en busca de trabajo. Muestra de ello es que, a día de hoy, un 14,8% de la población del barrio es natural de Andalucía. En la actualidad, Les Roquetes sigue siendo destino preferente de los inmigrantes que llegan a la ciudad. Una décima parte de los residentes del barrio son extranjeros (nacidos fuera de España), una cifra superior a la media de Barcelona (9,8%). Ecuatorianos (18%) y hondureños (12%) representan las principales comunidades inmigrantes residentes actualmente en Les Roquetes.
El perfil demográfico la población de Les Roquetes es el siguiente:
- Población por sexo (2013)[3]
  - Hombres: 7.681 (48,7%)
  - Mujeres: 8.087 (51,3%)
- Población por edad (2013)[16]
  - Niños (0-14 años): 2.335 (14,8%)
  - Jóvenes (15-24 años): 1.642 (10,4%)
  - Adultos (25-64 años): 9.023 (57,2%)
  - Mayores (65 años o más): 2.768 (17,6%)
- Población por lugar de nacimiento (2010)[15]
  - Barcelona: 53,5%
  - Resto de Cataluña 5,1%
  - Resto de España: 31,1%
  - Extranjero: 10,3%

## Transportes y movilidad

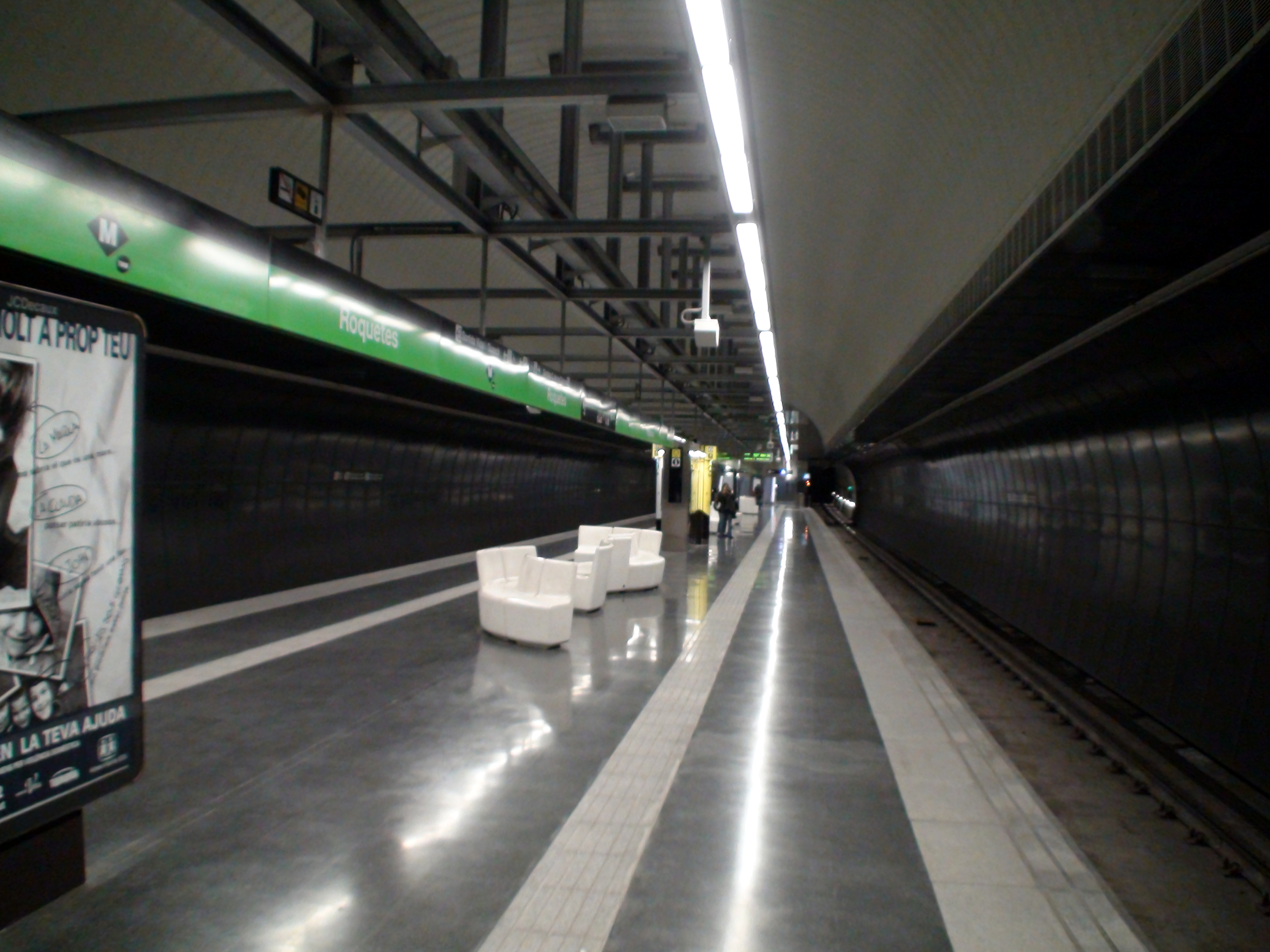
Estación de metro de Roquetes (L3).

### Metro
El barrio cuenta con una estación de metro de la Línea 3, denominada Roquetes. Fue inaugurada el 4 de octubre de 2008, atendiendo una histórica reivindicación vecinal. Tiene tres accesos, dos en la calle Torres (uno con ascensor) y otro en la calle Vidal i Guasch, junto al parque de Roquetes (también con ascensor).

### Bus
Roquetes cuenta con 30 paradas de autobuses urbanos. Un total de nueve líneas dan servicio al barrio, nueve operadas por TMB (D50, H2, V29, 27, 60, 76, 134, N6 y el Bus de Barrio 127).

## Deportes
Históricamente, el club de fútbol más representativo de los barrios de Roquetas, Verdún, Prosperidad y, en general, del Distrito de Nou Barris, es el CF Montañesa, fundado en 1927 en el Bar Montañés de la calle Jaume Pinent. Su campo de juego, el Municipal de Nou Barris, se ubica al otro lado de la Vía Favencia, en el barrio de La Prosperitat. De trayectoria deportiva modesta, el CF Montañesa militó siempre en categorías regionales hasta debutar en la Tercera División de España la temporada 2010/11.